# Hamburg-Billstedt
Billstedt ist der östlichste Stadtteil im Bezirk Hamburg-Mitte der Freien und Hansestadt Hamburg. Er umfasst die ehemals selbständigen Dörfer Kirchsteinbek, Öjendorf und Schiffbek sowie die Großsiedlung Mümmelmannsberg. Mit rund 72.000 Einwohnern ist er der zweitgrößte Hamburger Stadtteil nach Rahlstedt.

## Geographie

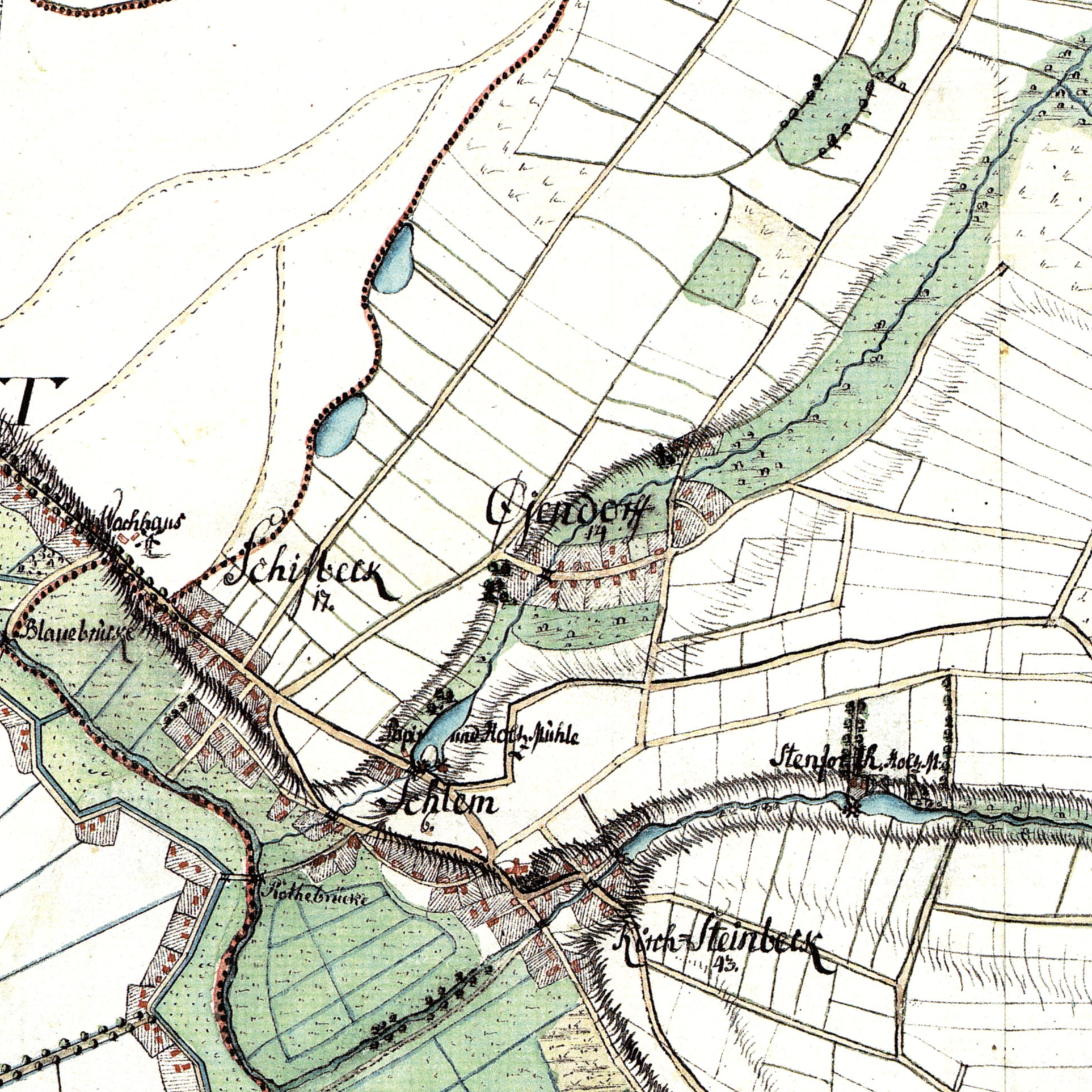
Billstedt um 1790, damals noch Schiffbeck, Öjendorf und (Kirch-)Steinbeck

### Innere Stadtteilgliederung
Im westlichen Teil an der Grenze zu Hamburg-Horn überwiegt eine niedriggeschossige Bebauung von früheren Arbeitersiedlungen, teils auch als Reihenhaussiedlungen mit angeschlossenen Hintergärten.
Im Nordosten deckt sich die Bezirksgrenze mit dem Verlauf der Autobahnen 24 und 1, die hier am Kreuz Hamburg-Ost zusammentreffen. Auf Billstedter Gebiet liegen dabei die Autobahn-Anschlussstellen Hamburg-Jenfeld (A 24) sowie Hamburg-Öjendorf und Hamburg-Billstedt an der A 1. Dazwischen liegen in dem Viereck bis zum Jenfelder Bach bzw. dem ehemaligen Stadtteil Schiffbek im Westen und bis zur Glinder Straße bzw. der Siedlung Öjendorf im Süden 4,5 Quadratkilometer weitgehend unbebauter Fläche. Diese besteht größtenteils aus dem Öjendorfer Friedhof und dem Öjendorfer Park mit dem etwa 0,5 Quadratkilometer großen Öjendorfer See. Im nördlichen Teil, der an Jenfeld grenzt, liegt die kleine Hochhaussiedlung Dringsheide.
Der südliche Teil in dem Dreieck zwischen dem Straßenzug Schiffbeker Höhe / Glinder Straße und der Autobahn-Anschlussstelle Hamburg-Billstedt ist weitgehend mit Einfamilienhäusern bebaut. Der südöstliche Zipfel an der Grenze zu Oststeinbek und zum Bezirk Bergedorf wird von der Großsiedlung Mümmelmannsberg eingenommen.
Eine typische Stadtkernbebauung mit mehrgeschossigen Häusern und Ladengeschäften ist nur im Bereich der südlich an der Grenze zu Hamburg-Billbrook gelegenen Gabelung der Möllner Landstraße und der Billstedter Hauptstraße anzutreffen. Hier liegt auch rund um den U-Bahnhof Billstedt U2/U4 das Stadtteilzentrum mit dem Kundenzentrum Billstedt des Bezirks Mitte, einem Einkaufszentrum (Billstedt Center) und dem Busbahnhof. Die Südgrenze bildet die namensgebende Bille.

### Nachbarstadtteile und -gemeinden
Der Stadtteil wird umgrenzt von:
- Jenfeld (Bezirk Wandsbek) im Norden
- Barsbüttel, Oststeinbek (beide Kreis Stormarn) im Osten
- Lohbrügge und Billwerder (Bezirk Bergedorf) im Süden
- Billbrook (Bezirk Hamburg-Mitte) im Südwesten
- Horn (Bezirk Hamburg-Mitte) im (Nord-)Westen

## Geschichte
Billstedt entstand am 2. Februar 1928 aus dem Zusammenschluss der bis dahin selbstständigen, zum Kreis Stormarn gehörigen und damit preußischen Gemeinden Kirchsteinbek, Öjendorf und Schiffbek. Den Namen entwickelten die drei Gemeinderäte in einer längeren Diskussion; er bezieht sich auf den Fluss Bille, der die neue Ortschaft südlich begrenzte. Bei der Reichstagswahl März 1933 stimmten in Billstedt 27,5 % für die NSDAP, 5,5 % für die DNVP, 33,3 % für die SPD und 26,4 % für die KPD bei einer Wahlbeteiligung von 90,2 %. Somit erreichten die beiden linken Parteien SPD und KPD fast 60 Prozent der Stimmen, was zu diesem Zeitpunkt sehr ungewöhnlich war. Im Zuge des Groß-Hamburg-Gesetzes wurde Billstedt 1937/38 nach Hamburg eingemeindet. Bei Bauarbeiten auf einem Sportplatz in Billstedt stieß im November 2017 ein Baggerfahrer auf ein Hakenkreuz von vier mal vier Metern, das bis dahin in 40 Zentimeter Tiefe unter der Grasnarbe verborgen war. An der Stelle im Hein-Klink-Stadion hatte früher ein großes Denkmal gestanden. Das Hakenkreuz wurde wenige Tage nach der Entdeckung entfernt.
Anfang der 1970er Jahre wurde die Großwohnsiedlung Mümmelmannsberg erbaut.

### Kirchsteinbek

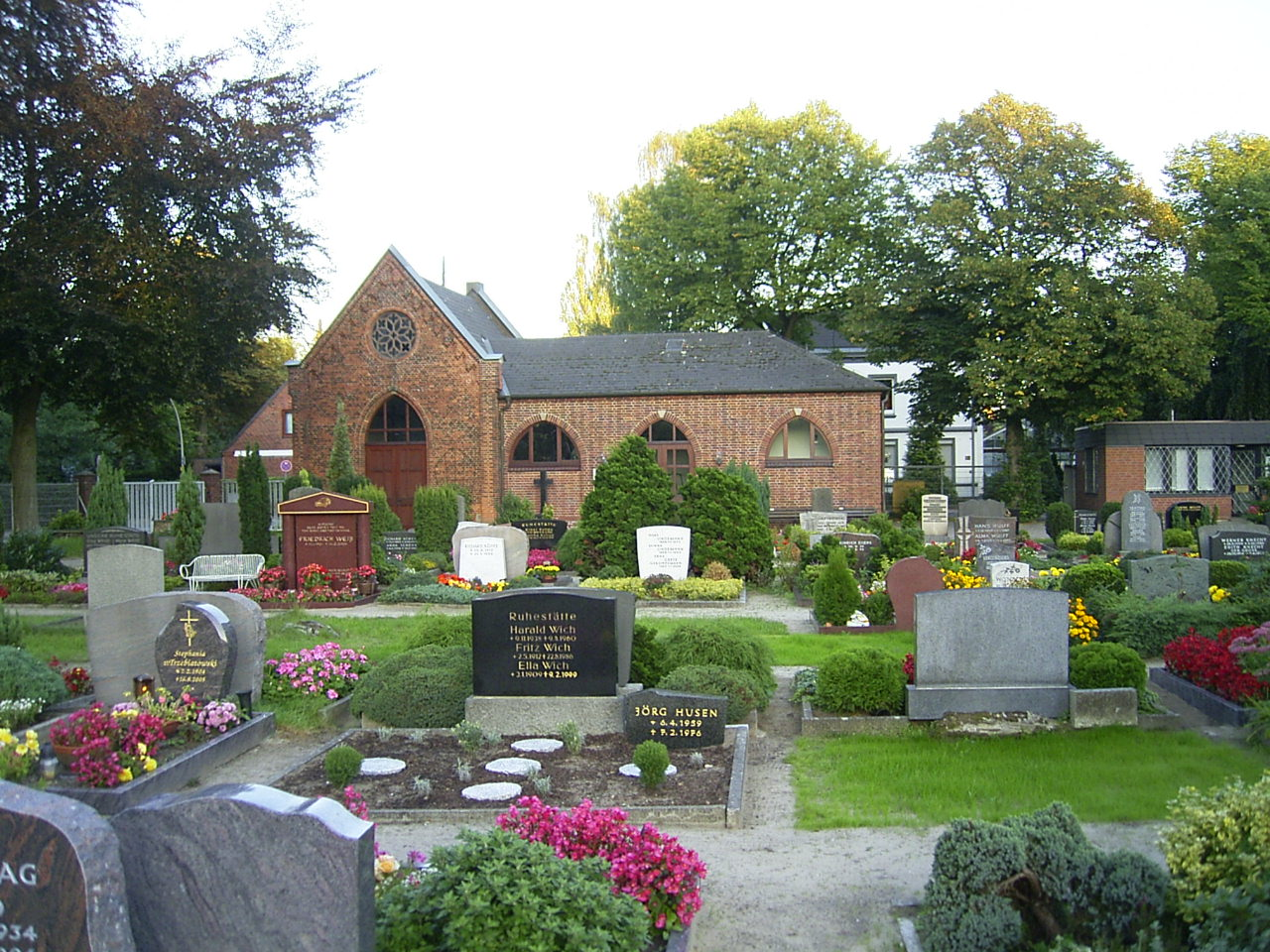
Evangelisch-lutherischer Friedhof in Kirchsteinbek mit Friedhofskapelle

Kirchsteinbek wurde 1216 als Stenbeke erstmals urkundlich erwähnt. Der Name geht auf die Glinder Au, den Ort teilenden steinigen Bach, zurück. Mit dem Bau der ersten Kirche 1239 wurde das Dorf auch Kirchsteinbek genannt. 1321 wurde erstmals eine Kornmühle im Ort genannt. Danach gehörte er auch zum Kloster Reinbek und wurde Zentrumsgemeinde eines Kirchspiels, zu dem 18 weitere Dörfer gehörten. Nach der Reformation und der damit verbundenen Auflösung des Klosterbesitzes kam Steinbek zum landesherrlichen Amt Reinbek.
Nach der Annexion Schleswig-Holsteins durch Preußen wurde der Ort endgültig in Kirchsteinbek umbenannt und dem neu gegründeten Kreis Stormarn zugeordnet. Mit Einführung der preußischen Kommunalverfassung 1889 kam der Ort zum Amtsbezirk Schiffbek. Um 1900 begann die Verstädterung der bisher dörflichen Gemeinde. 1928 wurde Kirchsteinbek mit Schiffbek und Öjendorf zur neuen Großgemeinde Billstedt zusammengelegt. Es hatte damals 2154 Einwohner.
In Kirchsteinbek liegen der Alte und der Neue Friedhof Steinbek.

### Öjendorf
Öjendorf wurde 1224 erstmals urkundlich als Odingetorpe erwähnt. Der Name führt zurück auf den Familiennamen Olding. Nach 1265 gehörte das Dorf zum Kirchspiel Kirchsteinbek. Zuvor waren die Bewohner – wie auch die aus Schiffbek – nach Hamburg zur Hauptkirche St. Jacobi eingepfarrt. Öjendorf war stets der kleinste der drei Teilorte. Zum Zeitpunkt der Gründung Billstedts wohnten nur knapp 700 Menschen dort. Noch heute sind einige alte Bauernhäuser im Ort erhalten.
Die Freiwillige Feuerwehr Öjendorf wurde offiziell im Jahr 1890 gegründet, wobei Dokumente schon im Jahr 1880 eine Feuerwehr in Öjendorf aufzeigen.
In Öjendorf liegt das Naherholungsgebiet Öjendorfer See und der Hauptfriedhof Öjendorf, der 1966 als zweiter Hauptfriedhof Hamburgs angelegt wurde.

### Schiffbek

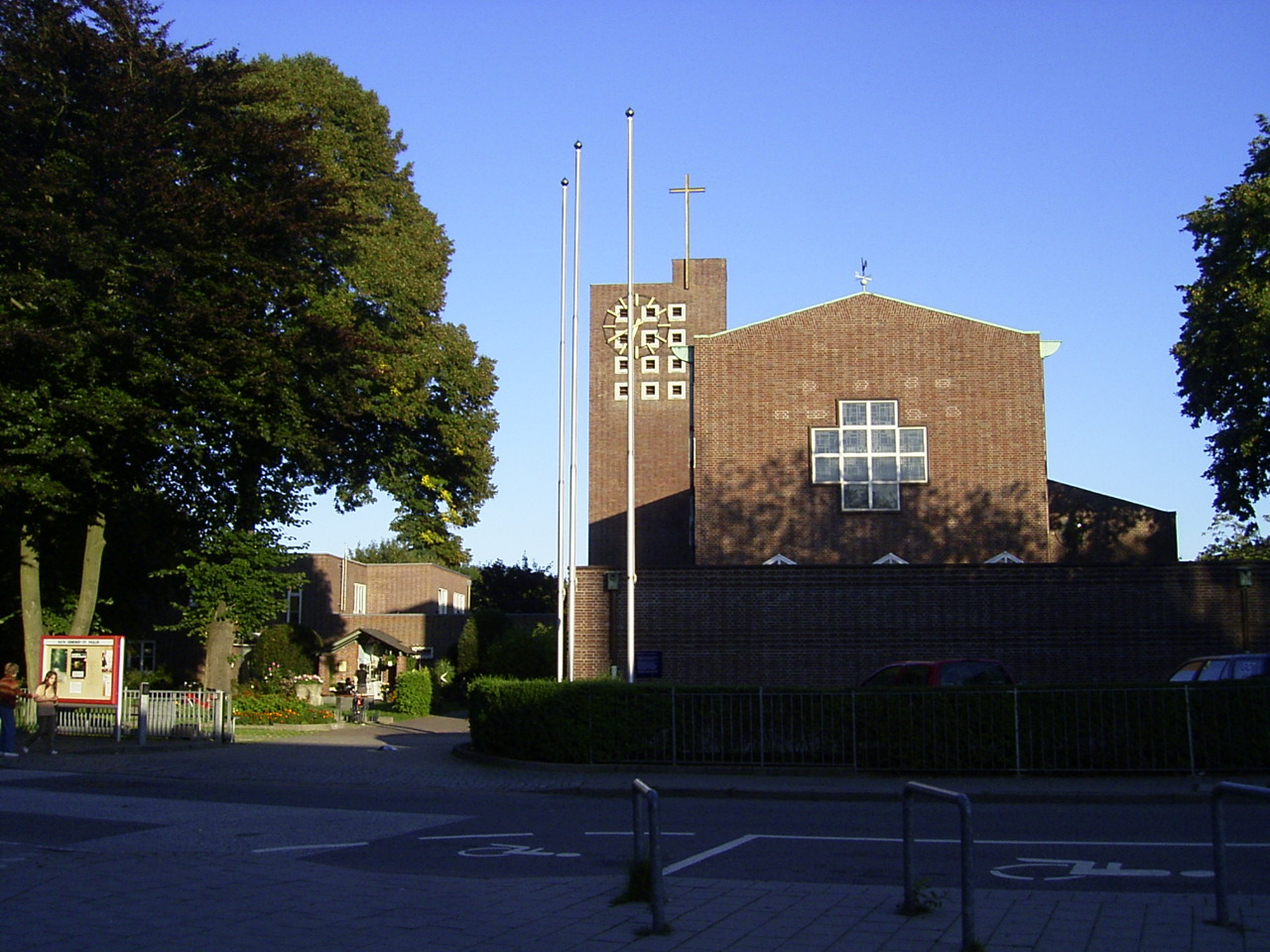
Katholische St.-Paulus-Kirche in Schiffbek

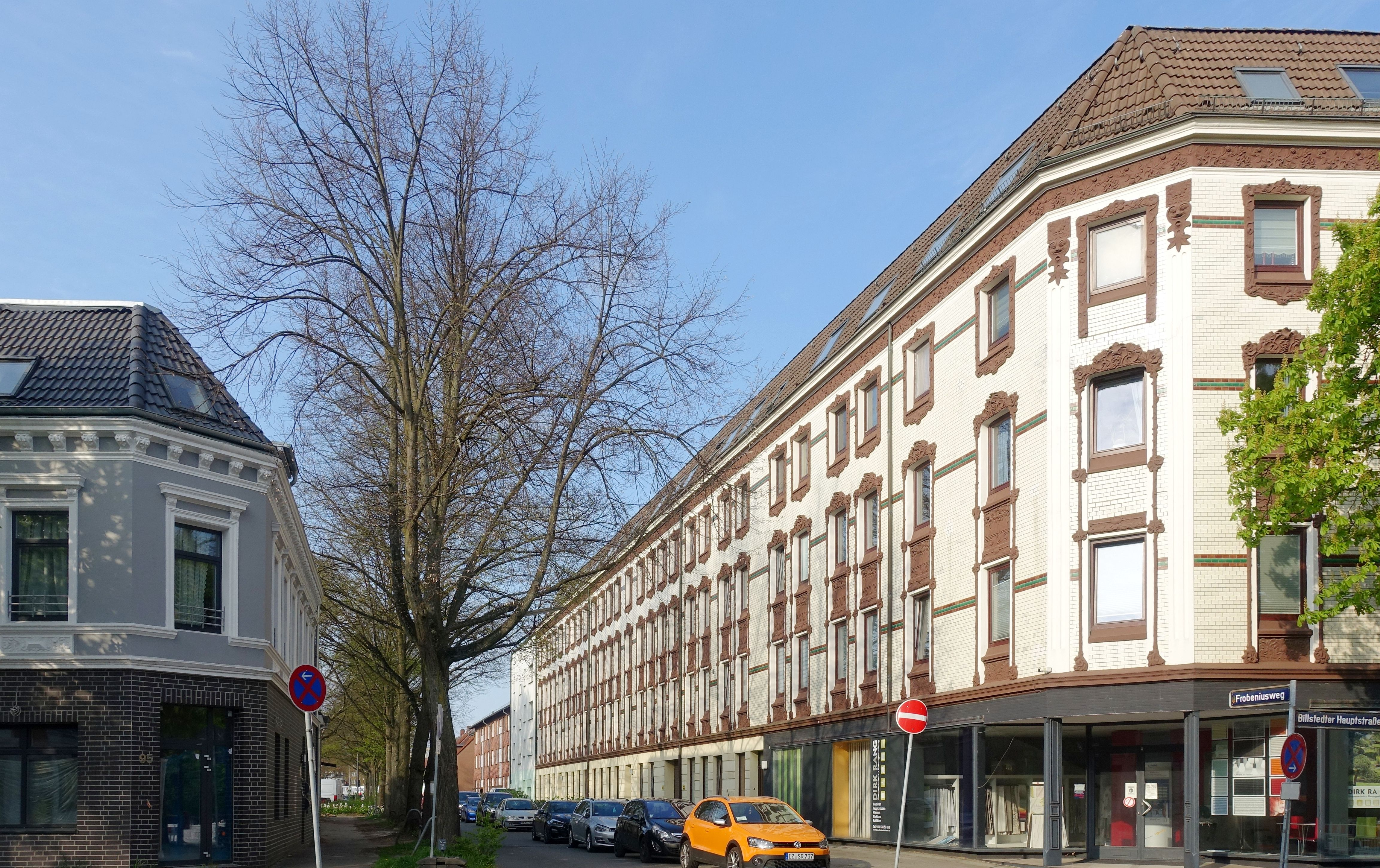
Ehemalige Arbeiterwohnungen in Schiffbek an der Billstedter Hauptstraße (errichtet um 1900)

Schiffbek wurde 1212 erstmals urkundlich erwähnt. Der Name, früher Skipbeke, bezeichnet die Stelle, bis zu der die Bille schiffbar war und bedeutet in der wörtlichen Übersetzung „schiffbarer Bach“. Zwar war der Ort dem Hamburger Domkapitel tributpflichtig, verwaltungsmäßig gehörte er jedoch zum Kloster Reinbek, nach der Reformation dann zum landesherrlichen Amt Reinbek.
Mitte des 19. Jahrhunderts hatte sich Schiffbek zu einem Ort mit großen reetgedeckten Bauernhäusern mit Gärten bis an die Bille entwickelt. Viele Hamburger Kaufmannsfamilien wohnten den ganzen Sommer über am Ufer der Bille. In den 1870er Jahren begann die Industrialisierung des Orts.
Durch die Industrialisierung mit ihrer Massenproduktion in Schiffbek wuchs die Einwohnerzahl von 1875 von rund 800 auf etwa 10.000 Bewohner im Jahr 1914 an. Die Lage an der schiffbaren Bille war entscheidend für Ansiedlung großer Betriebe, später kam der Eisenbahnanschluss der Südstormarnschen Kreisbahn hinzu. Viele Arbeitskräfte wurden aus Osteuropa angeworben. Für sie wurden Arbeiterwohnquartiere errichtet. Am Spökelberg entstanden Villen für die Direktoren und Meisterhäuser. Die Jute-Fabrik trug zum Wachstum wesentlich bei, aber auch Fabriken zur Eisenverarbeitung, Chemische Industrie, die Zinnhütte und die Farbholzfabrik. Mit dem Anwachsen der Beschäftigten entstand auch eine starke Arbeiterbewegung und -kultur mit Organisationen wie Parteien (SPD, KPD) und ihren Vereinen. Mit Gründung der Jute-Spinnerei 1881 zogen viele Arbeiter aus Böhmen und dem heutigen Polen nach Schiffbek, das daher Ende des 19. Jahrhunderts auch eine römisch-katholische Gemeinde erhielt. 1889 hatte die Jute-Spinnerei 1200 Arbeiter. Die niedrigen Löhne waren einer der Gründe dafür, dass dort häufig gestreikt wurde. Ein Streik 1911 dauerte sieben Wochen. Aufgrund des geringen gewerkschaftlichen Organisationsgrades hatten die Streiks oft wenig Erfolg. 1959 stellte die Fabrik den Betrieb ein; die Gebäude verfielen und wurden beim Bau der B 5 beseitigt.
Im Rahmen des Hamburger Aufstandes der Kommunistischen Partei Deutschlands wurde am 23. Oktober 1923 die Polizeiwache überfallen und die dort liegenden Waffen erbeutet. Schiffbek entwickelte sich zu einem Zentrum des Aufstandes. Er wurde geleitet von Anton Switalla, Fiete Schulze und Adolf Rembte. Zum Zeitpunkt der Bildung Billstedts hatte der Ort knapp 9000 Einwohner.
Das ehemalige Dorf bildet heute das Zentrum Billstedts. Hier sind ein Kundenzentrum des Bezirksamts, die U-Bahn-Station mit Busbahnhof, ein Einkaufszentrum und eine Fußgängerzone sowie ein Marktplatz mit Wochenmarkt vorhanden.

## Statistik
- Anteil der unter 18-Jährigen: 19,5 % [Hamburger Durchschnitt: 16,8 % (2023)][13]
- Anteil der Haushalte mit Kindern: 21,2 % [Hamburger Durchschnitt: 17,8 % (2023)][13]
- Anteil der über 64-Jährigen: 18,2 % [Hamburger Durchschnitt: 17,8 % (2023)][13]
- Ausländeranteil: 30,2 % [Hamburger Durchschnitt: 20,7 % (2023)][13]
- Anteil von Leistungsempfängern nach SGB II: 19,0 % [Hamburger Durchschnitt: 10,0 % (2023)][13]
- Arbeitslosenquote: 9,6 % [Hamburger Durchschnitt: 6,2 % (2023)][13]

Billstedt zählt zu den relativ einkommensschwachen Hamburger Stadtteilen. Die durchschnittlichen jährlichen Einkünfte pro Steuerpflichtigen betrugen hier im Jahre 2020 etwa 28.713 Euro und sind deutlich geringer als der Hamburger Durchschnitt (48.035 Euro).
2013 gehörten 10.831 von insgesamt 31.220 Wohnungen im Stadtteil der SAGA Unternehmensgruppe, also knapp 35 Prozent.

### Einwohnerentwicklung

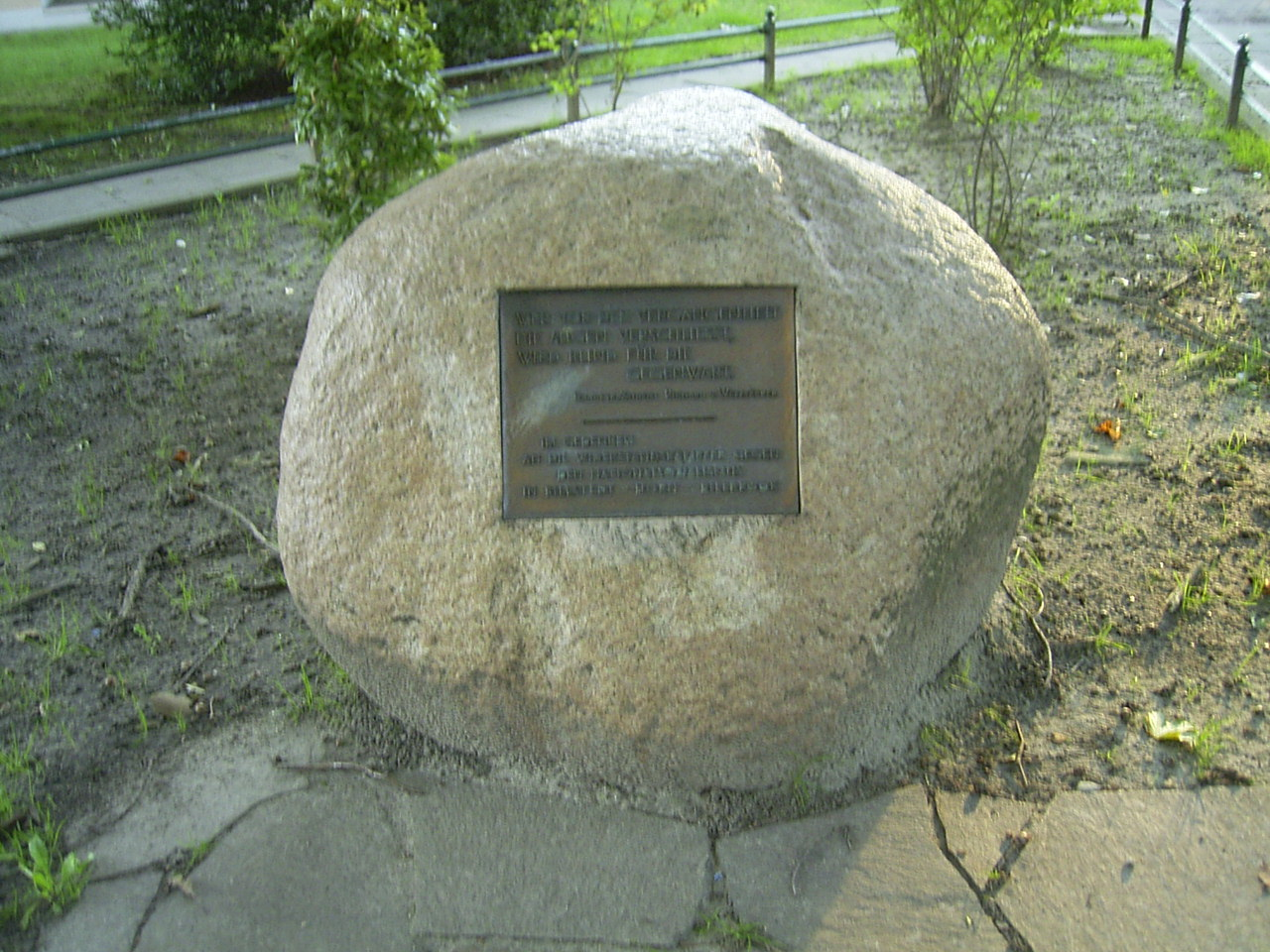
Gedenkstein für Widerstandskämpfer gegen den Nationalsozialismus vor dem ehemaligen Ortsamt Billstedt

- 1928: ca. 11.800
- 1937: 13.661
- 1988: 68.838
- 1992: 69.932
- 1996: 68.763
- 2000: 68.256
- 2004: 68.119
- 2008: 68.982
- 2010: 69.306[16]
- 2012: 69.110[17]
- 2013: 69.570[18]
- 2023: 72.623[13]

## Politik
Für die Wahl zur Bürgerschaft zum Wahlkreis Billstedt – Wilhelmsburg – Finkenwerder. Die Bürgerschaftswahlen 2025, 2020, 2015, 2011, 2008, 2004, 2001, 1997, 1993, 1991, 1987 und 1986 führten zu folgenden Ergebnissen:
| Bürgerschaftswahl | SPD    | CDU    | AfD    | Linke 1) | Grüne 2) | FDP    | Übrige    |
| ----------------- | ------ | ------ | ------ | -------- | -------- | ------ | --------- |
| 2025              | 41,1 % | 18,3 % | 14,2 % | 08,8 %   | 07,2 %   | 01,6 % | 08,8 %    |
| 2020              | 51,5 % | 09,3 % | 10,7 % | 08,0 %   | 12,1 %   | 03,3 % | 05,1 %    |
| 2015              | 55,7 % | 12,9 % | 09,9 % | 07,9 %   | 05,0 %   | 04,5 % | 04,1 %    |
| 2011              | 56,9 % | 20,1 % | –      | 07,4 %   | 05,4 %   | 04,1 % | 06,1 %    |
| 2008              | 39,5 % | 40,2 % | –      | 08,5 %   | 04,0 %   | 03,5 % | 04,3 %    |
| 2004              | 36,4 % | 44,5 % | –      | –        | 04,8 %   | 03,4 % | 12,0 % 3) |
| 2001              | 40,3 % | 22,3 % | –      | 00,3 %   | 03,1 %   | 04,4 % | 31,6 % 4) |
| 1997              | 43,7 % | 24,6 % | –      | 00,4 %   | 07,0 %   | 02,1 % | 22,2 % 5) |
| 1993              | 50,6 % | 18,9 % | –      | –        | 07,5 %   | 01,9 % | 21,1 % 6) |
| 1991              | 58,0 % | 29,8 % | –      | –        | 03,6 %   | 02,9 % | 05,8 %    |
| 1987              | 54,3 % | 36,3 % | –      | –        | 03,9 %   | 04,3 % | 01,3 %    |
| 1986              | 51,5 % | 37,4 % | –      | –        | 06,4 %   | 03,0 % | 01,7 %    |

Bei den Wahlen zur Bezirksversammlung ist der Stadtteil in die Wahlkreise Billstedt-Nord und Billstedt-Süd (dieser enthält auch den Stadtteil Billbrook) aufgeteilt. Bei Bundestagswahlen gehört Billstedt zum Bundestagswahlkreis Hamburg-Mitte.

## Wirtschaft und Infrastruktur
In Billstedt befindet sich kein nennenswertes produzierendes Gewerbe mehr. Bis etwa 1964 befand sich nahe der Archenholzstraße/Schleemer Weg die große Konservenfabrik Hermann Heins. Die überwiegend aus Arbeitern bestehende Bevölkerung Billstedts fand ihr wirtschaftliches Auskommen stets meist in den Gewerbegebieten des benachbarten Billbrook und Wandsbek, in der Innenstadt und im Hafen von Hamburg. Aufgrund der hohen Arbeitslosigkeit haben die Kirchengemeinde der Jubilate-Kirche und die Freiwilligenbörse Hamburg mit Unterstützung von Teilen der örtlichen Wirtschaft das „Jobcafe im Mehrgenerationenhaus“ gegründet.

### Verkehr

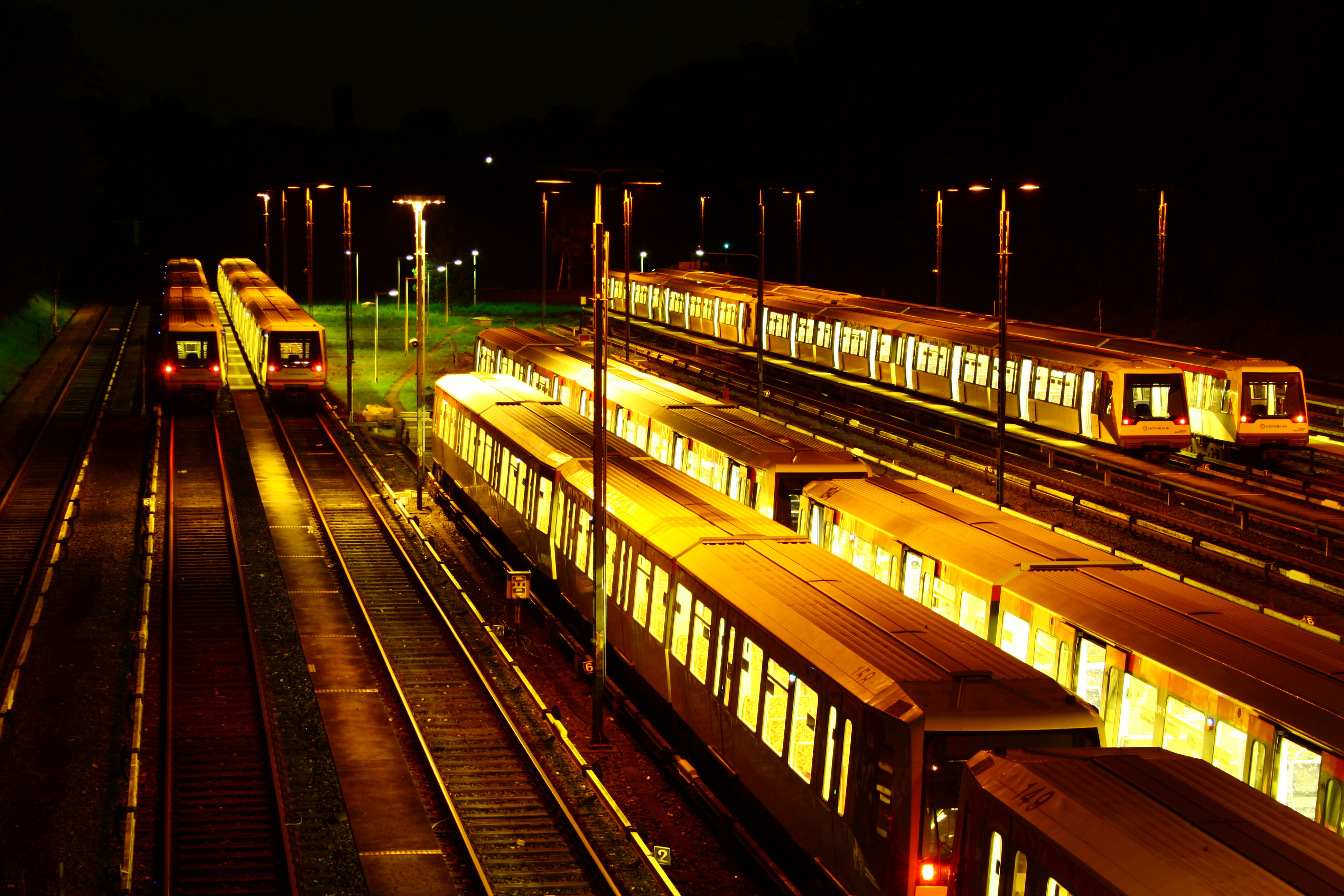
Zugabstellanlage Billstedt am Schiffbeker Weg, Blickrichtung Legienstraße (September 2011)

Billstedt ist mit drei Anschlussstellen an die Bundesautobahnen 1 (Heiligenhafen–Saarbrücken) und 24 (Hamburg–Berlin) und die Bundesstraße 5 unmittelbar an das nationale Straßennetz angebunden.
Die U-Bahn-Linien U2 und U4 verbinden den Stadtteil (vier Haltestellen) mit der Hamburger Innenstadt. Mit der Fertigstellung der Verlängerung U-Bahn-Linie U4 (Baubeginn im April 2020) in die Horner Geest Mitte der 2020er Jahre wird diese den Stadtteil Billstedt nicht mehr bedienen, sondern am U-Bahnhof Horner Rennbahn nach Nordosten abknicken und zwei zusätzliche Haltestellen im Stadtteil Horn bedienen. Am U-Bahnhof Billstedt befindet sich der Busbahnhof, der von zahlreichen Buslinien der Hamburger Hochbahn (Richtung Norden und Westen) und der Verkehrsbetriebe Hamburg-Holstein (VHH) (Richtung Osten und Süden) angefahren wird.
Nur noch von geringer Bedeutung ist die Eisenbahnstrecke der ehemaligen Südstormarnschen Kreisbahn, die jetzt von der Eisenbahn Altona-Kaltenkirchen-Neumünster (AKN) für gelegentlichen Güterverkehr (Holztransporte zweimal wöchentlich) von Glinde (Bahnhof) nach Tiefstack betrieben wird.

### Ansässige Unternehmen
Größte ansässige Unternehmen sind die
- Otto Wulff Bauunternehmung in Öjendorf
- Adolf Neubauer Mühlenwerke in Kirchsteinbek, die Glimmer verarbeitet und damit der letzte der früher zahlreichen Mühlenbetriebe sind.

### Behörden
Billstedt bildete von 1943 bis 2007 mit den Nachbarstadtteilen Horn und Billbrook ein Ortsamtsgebiet, dessen Verwaltung in Billstedt saß. Für Mümmelmannsberg gab es eine Ortsdienststelle, die Dienstleistungen des Bezirks vor Ort anbot.

### Sport
Der SC Vorwärts-Wacker 04, entstanden aus einer Fusion des SV Wacker 04 mit Vorwärts Billstedt, ist insbesondere im Futsal, Fußball und im Boxen erfolgreich. Dagegen liegen die Erfolge des TV Gut Heil Billstedt überwiegend im Wasser: Bekannteste Abteilung ist die Schwimmsparte, für die von 1994 bis 1999 auch Sandra Völker antrat. Dritter und kleinster Sportverein im „alten“ Billstedt ist der SV Billstedt-Horn, bei dem Piotr Trochowski und Matthias Reincke ihre Fußballkarrieren begannen. In Mümmelmannsberg sind der Mümmelmannsberger SV und der SC Europa 92 zuhause.
Das Schwimmbad Billstedt wurde 1903 als Flussbadeanstalt am Schleemer Bach errichtet.

## Kultur und Sehenswürdigkeiten

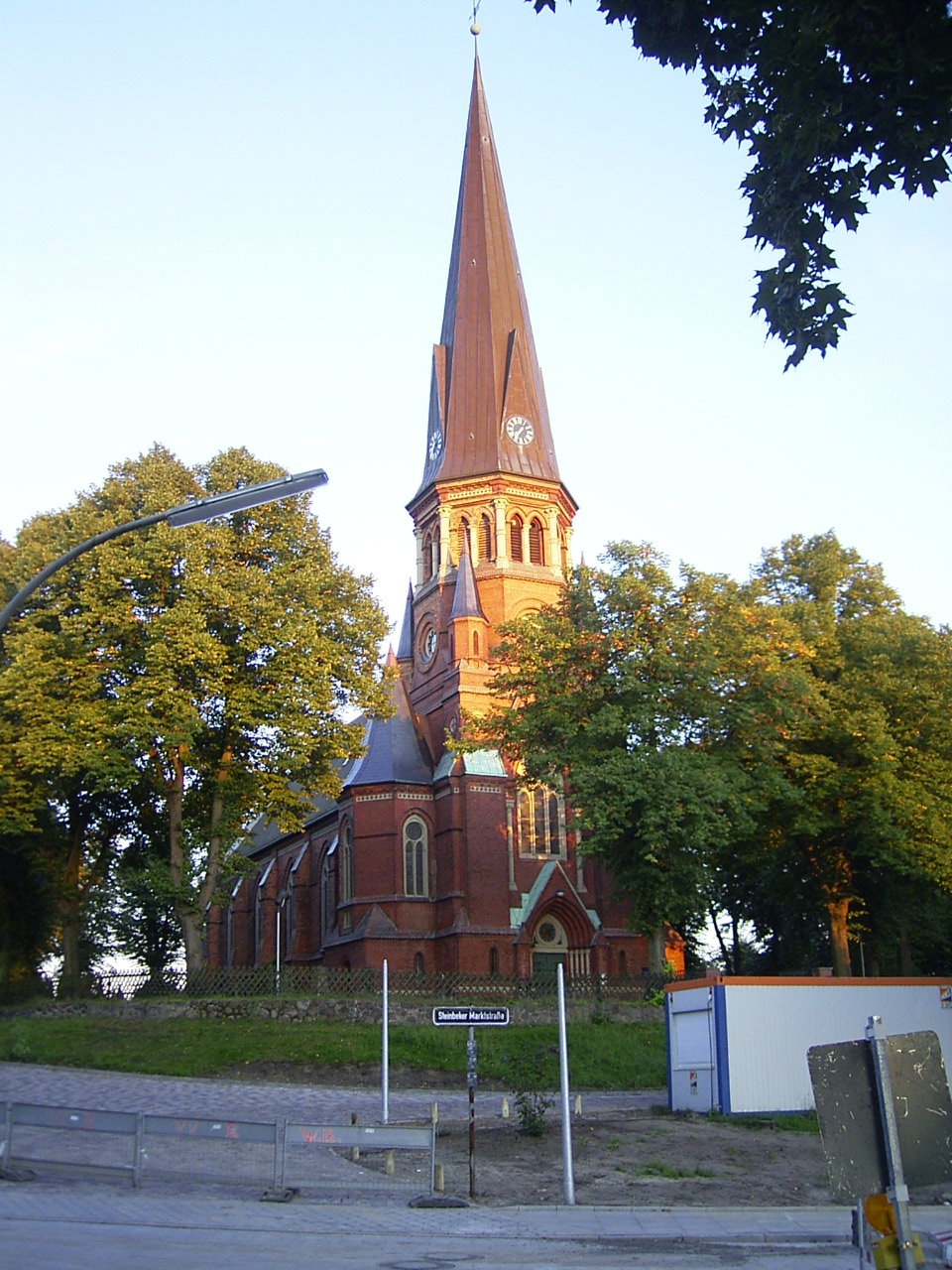
Steinbeker Kirche

### Bauwerke
Die heutige Steinbeker Kirche stammt von 1884 und liegt auf dem Geestrand, so dass sie einen weithin sichtbaren Orientierungspunkt abgibt. Sie wurde nach Plänen von Otto Ritscher errichtet. Im Innern befinden sich zwei Kronleuchter von 1679 und 1719, die aus der Vorgängerkirche stammen.

### Skulpturen
Der westliche Teil der Möllner Landstraße ist als Fußgängerzone ausgebildet und zeigt einige Skulpturen:

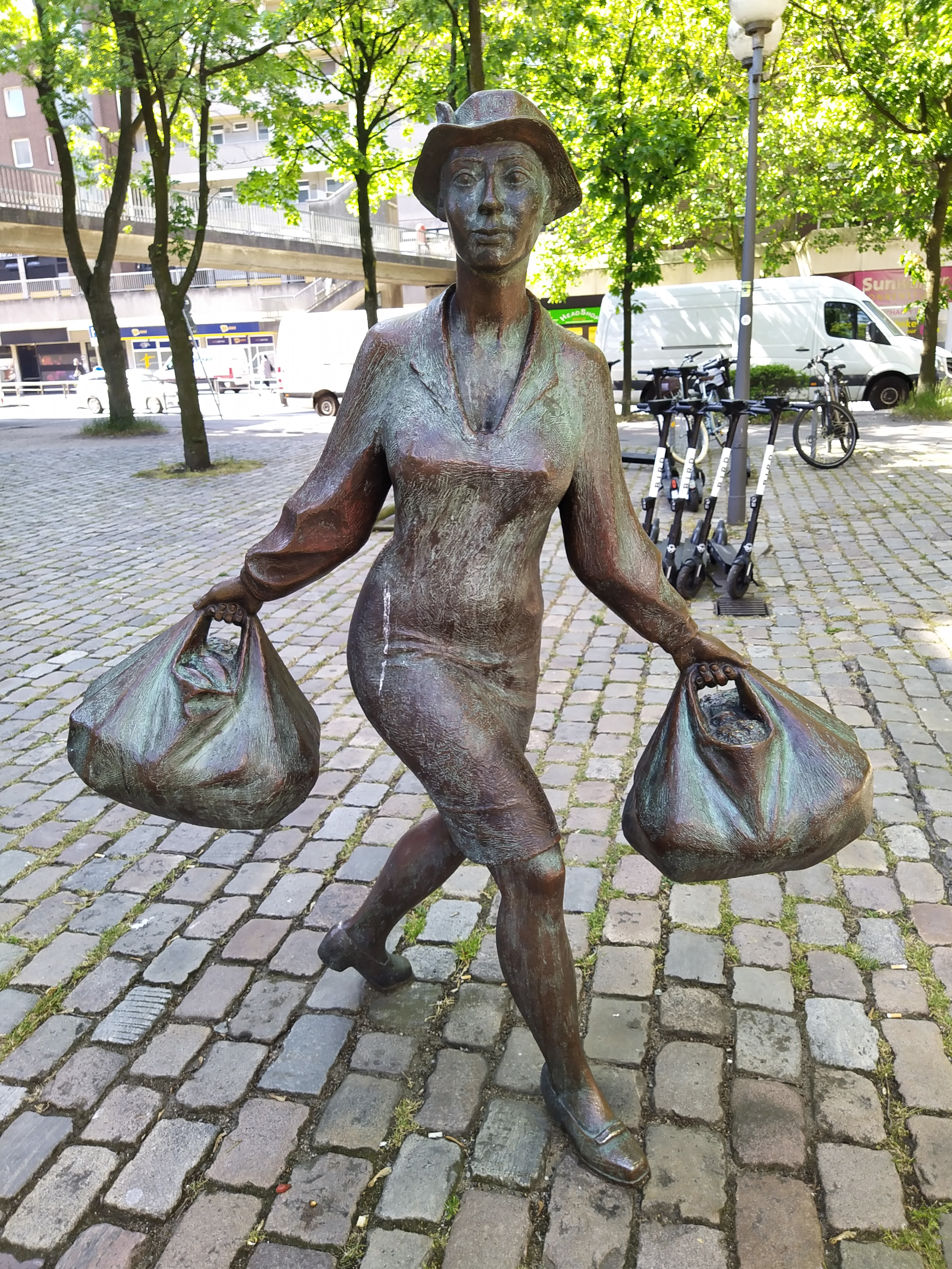
Und ewig schleppt die Frau Gerhard Brandes
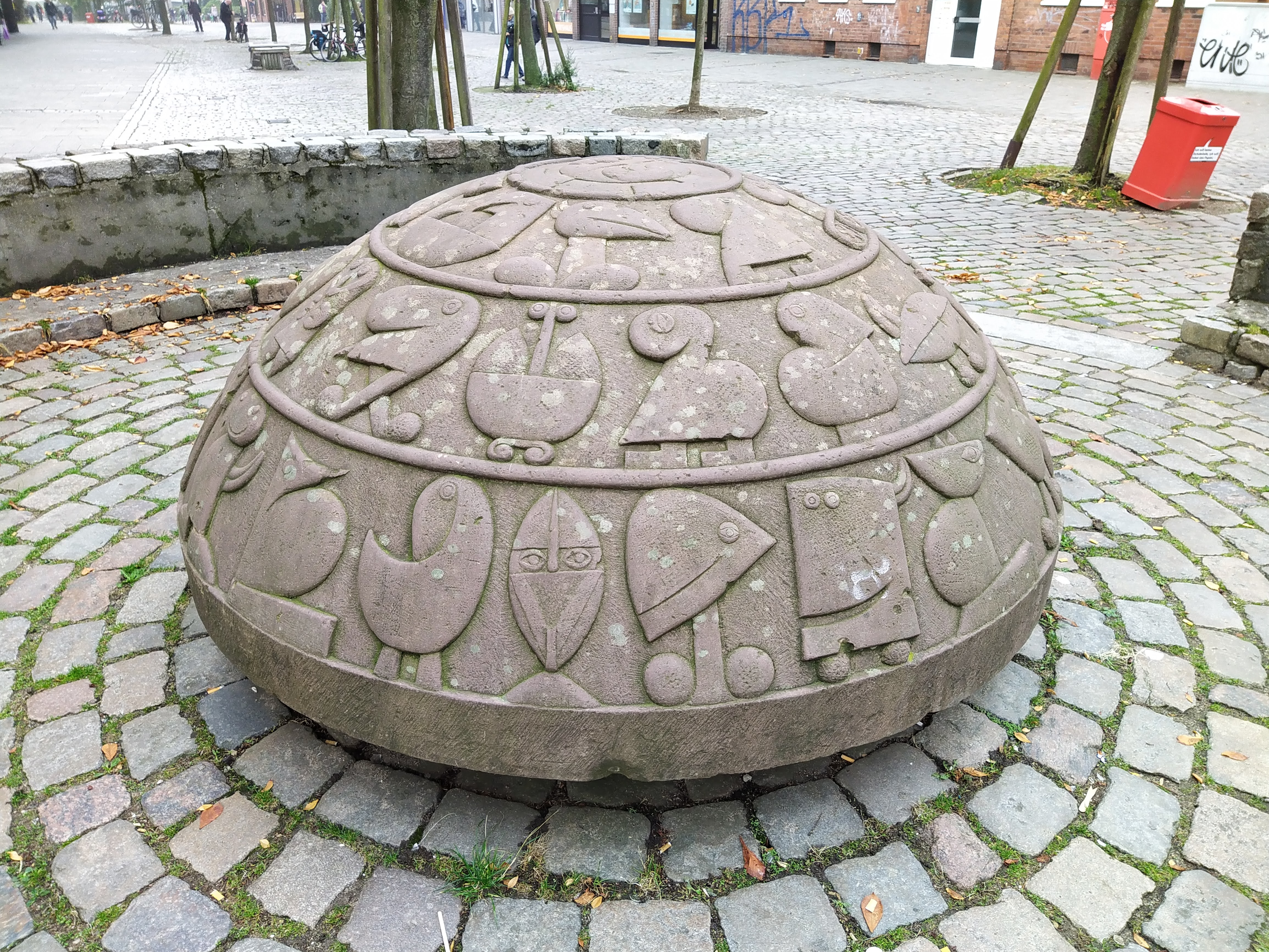
Pilzform mit zeichenähnlichen Figuren Klaus Kütemeier
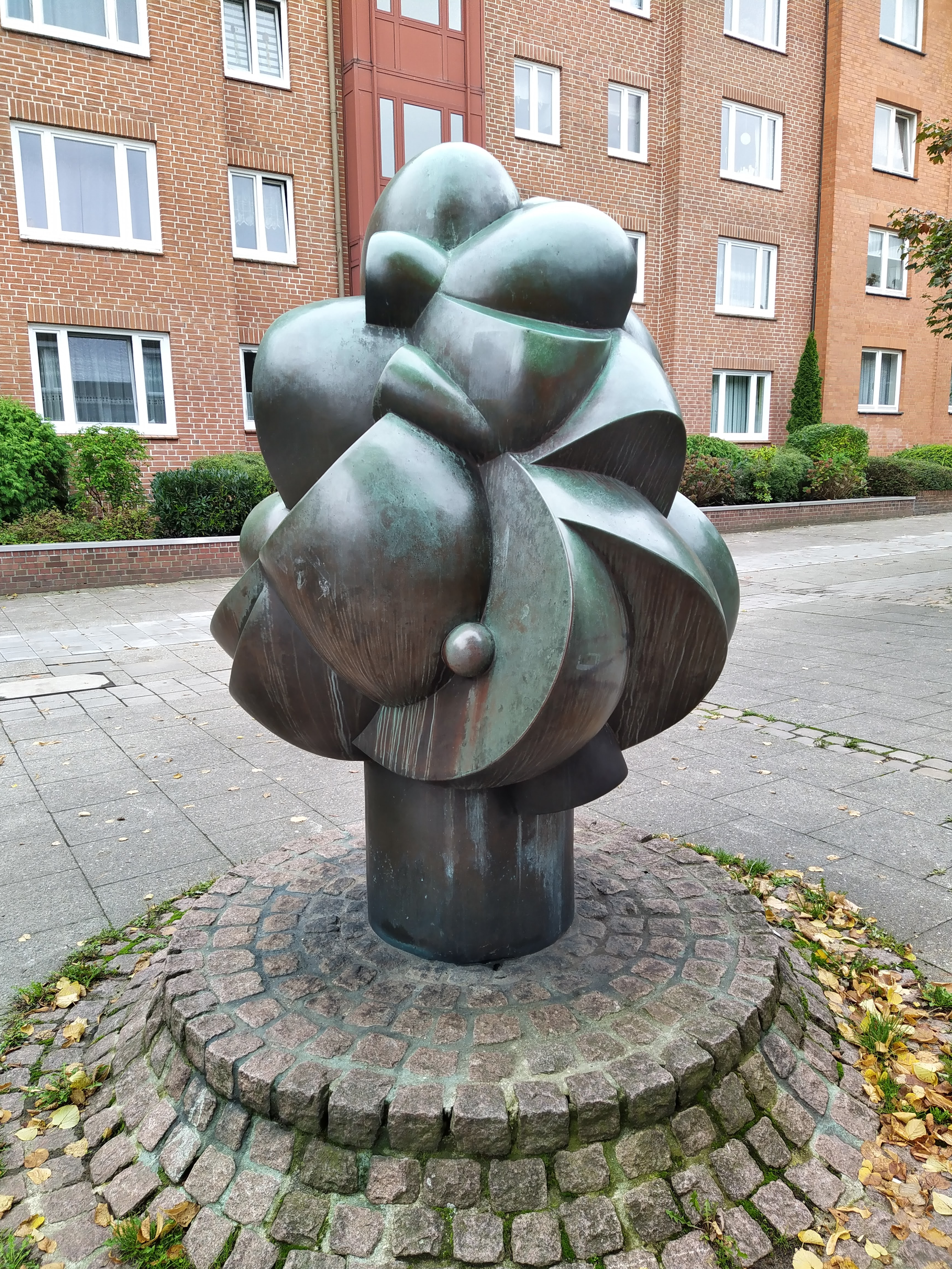
Lebensbaum Gerhard Brandes
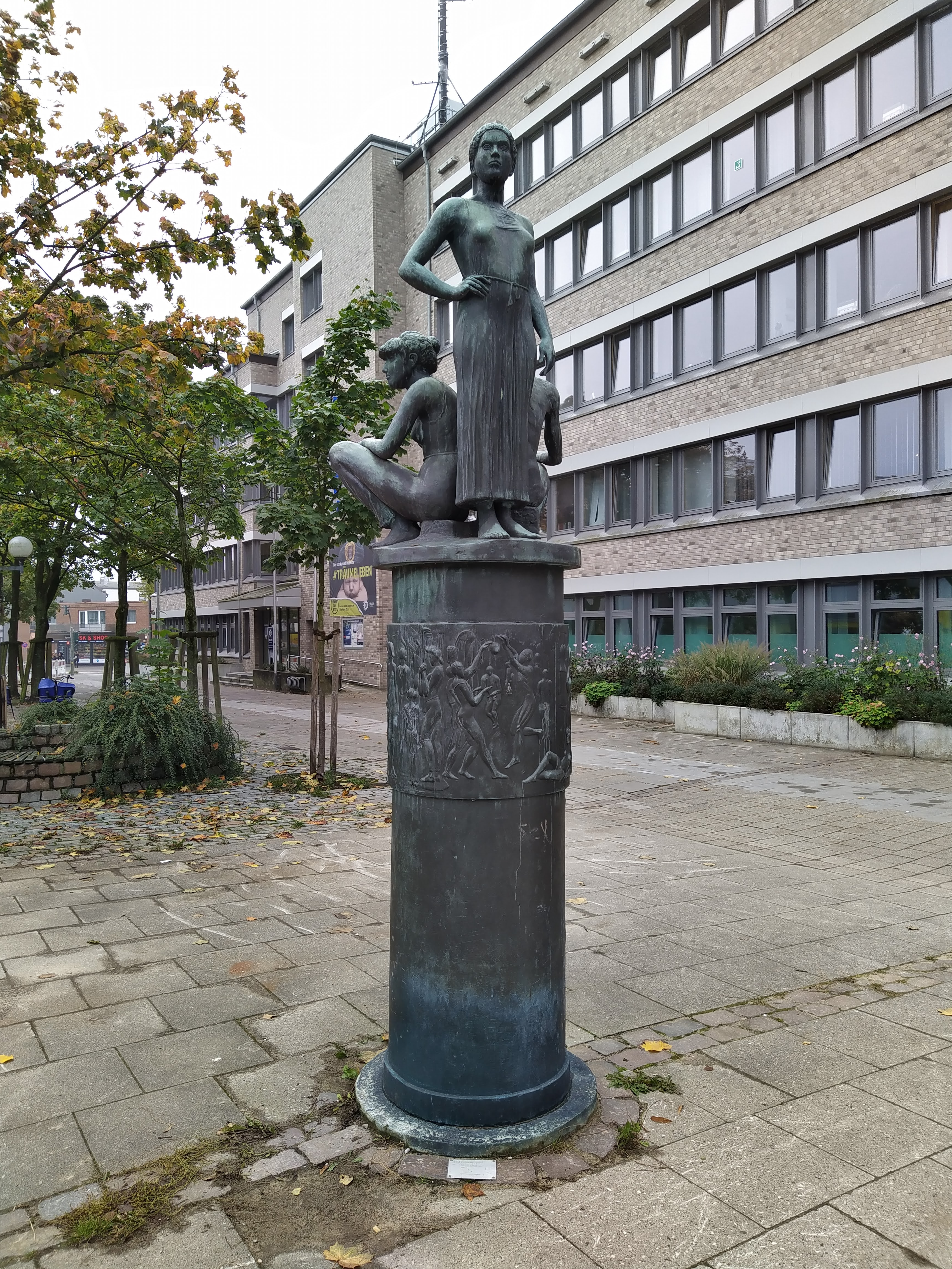
Säule mit Figurengruppe Edgar Augustin
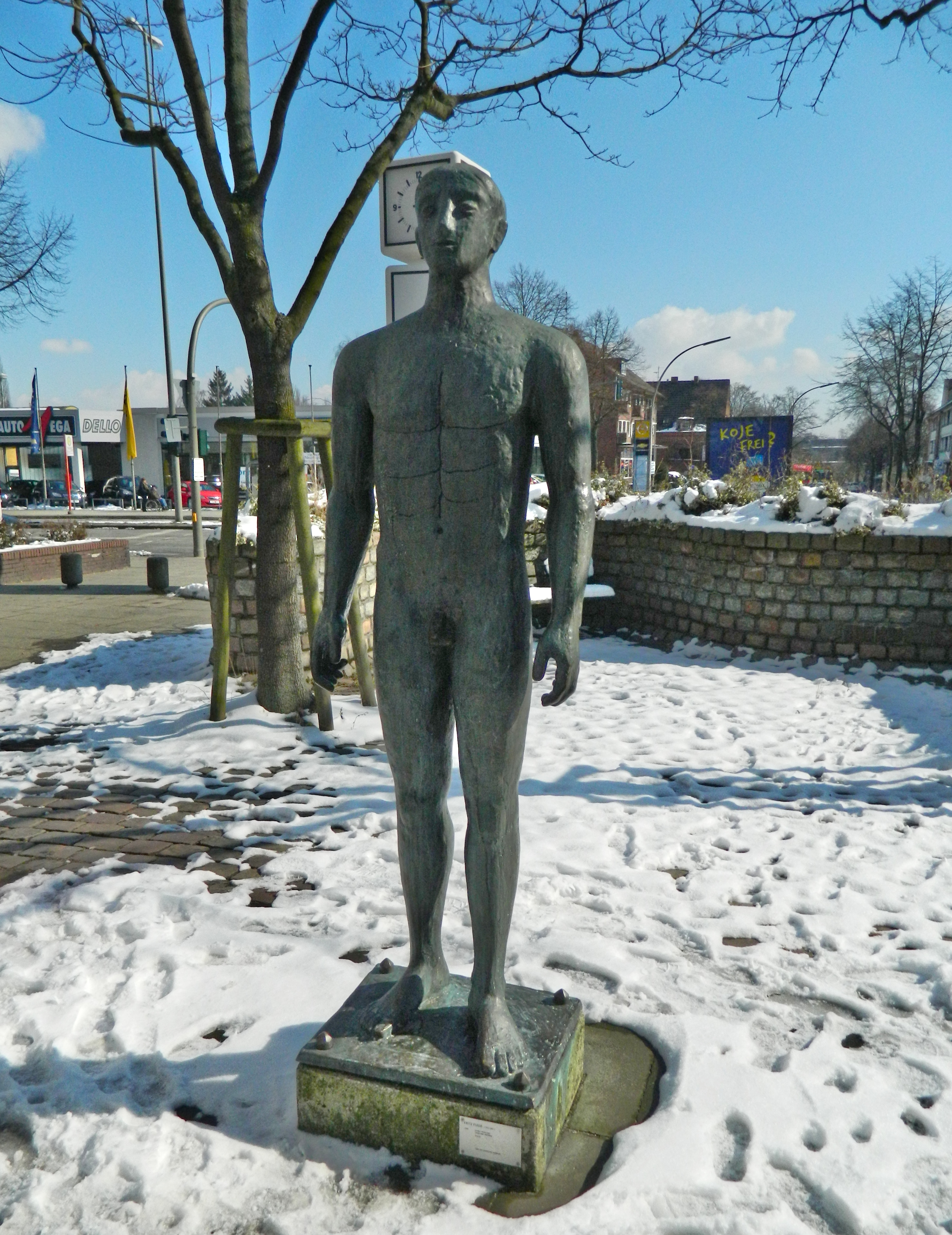
Großer Stehender Fritz Fleer

### Kulturpalast
Im ehemaligen Wasserwerk am Öjendorfer Weg ist seit 1993 der Kulturpalast beheimatet. Kurse, Konzerte, Kabarett und Kino gehören zum Angebot. Mit 250.000 Besuchern jährlich ist der Kulturpalast das größte Stadtteilzentrum im Bezirk Hamburg-Mitte.
Die BilleVue als Stadtteilfest für Billstedt ist in den Räumen des Kulturpalasts durch eine Initiative der Leitung der Einrichtung entstanden.

### Naherholungsgebiete
Billstedt verfügt mit dem Öjendorfer Park und dem Waldpark Steinfurth über zwei öffentliche Grünanlagen, die der Naherholung dienen.

## Persönlichkeiten
- Fiete Schulze (1894–1935), Widerstandskämpfer gegen den Nationalsozialismus
- Hans von Helms (1899–1980), nationalsozialistischer Politiker
- Aurelia Stern (* 2000), Kinderdarstellerin
- Kalim (* 1992), Rapper
- Baris Önes (* 1985), Politiker
- David Erkalp (* 1974), Politiker